# Résolution 383 du Conseil de sécurité des Nations unies
Membres permanents
- Chine
- États-Unis
- France
- Royaume-Uni
- URSS

Membres non permanents
- RSS de Biélorussie
- Cameroun
- Costa Rica
- Guyana
- Iraq
- Italie
- Japon
- Mauritanie
- Suède
- Tanzanie

Résolution no 382 Résolution no 384
La résolution 383 du Conseil de sécurité des Nations unies fut adoptée le 13 décembre 1975. Le Conseil a pris note du rapport du secrétaire général selon lequel, dans les circonstances actuelles, la présence de la Force des Nations unies chargée du maintien de la paix à Chypre était nécessaire non seulement pour maintenir le cessez-le-feu mais aussi pour faciliter la « recherche continue d'un règlement pacifique ». Le Conseil a également pris note du rapport sur les conditions prévalant sur l'île et de l'accord des parties concernées avec la recommandation du Secrétaire général de prolonger le stationnement de la Force à Chypre pour une nouvelle période de six mois.
Le Conseil a ensuite réaffirmé les résolutions antérieures sur le sujet et a appelé à leur mise en œuvre effective. Il a également exhorté toutes les parties concernées à agir avec la plus grande retenue et a prolongé, une fois de plus, le stationnement de la Force de maintien de la paix à Chypre jusqu'au 15 juin 1976.
La résolution se termine par un appel à toutes les parties concernées à coopérer avec la Force, et demande au Secrétaire général de poursuivre sa mission et d'informer le Conseil des progrès accomplis en lui soumettant un rapport au plus tard le 31 mars 1976.
La résolution a été adoptée par 14 voix contre zéro, la république populaire de Chine n'a pas participé au vote.

## Texte
- Résolution 383 Sur fr.wikisource.org
- Résolution 383 Sur en.wikisource.org